# Rabac
Rabac (olaszul: Portalbona) falu Horvátországban, Isztria megyében. Közigazgatásilag Labinhoz tartozik.

## Fekvése
Az Isztria keleti részén, Labin központjától 4 km-re délkeletre a tengerparton egy kis, szelektől védett öbölben fekszik.

## Története
Területe a régészeti leletek tanúsága szerint már a római korban is lakott volt. A középkori velencei források szerint Labin alatt a tengerparton már ekkor létezett a Rabaz nevű település. Rabac a 19. század közepén még kis halászfalu volt, szép öbölparti fekvése miatt azonban csakhamar közkedvelt kirándulóhely lett. Az első idelátogató turisták között volt a híres angol író Richard Francis Burton, aki 1876-ban tartózkodott itt. Megkezdődött a nyaralók építése, melyek közül a leghíresebb a cseh származású fiumei kereskedőcsalád a Prohaska család nyaralója volt. Ez sokáig a település legszebb építménye volt, azonban a II. világháború során elpusztult. Rabacnak ezen a részén 12 teniszpálya épült. Megépült a Labin-Rabac út is mely sokat lendített a település forgalmán. Az első rabaci szállodát a Quarnerot 1889. június 11-én nyitották meg. Rabacon vendégeskedett 1907-ben Ferenc Ferdinánd osztrák trónörökös akit a helyiek a főutcán köszöntöttek. A rabaciak kitűnő halászok és tengerészek voltak, sokan vitorlások tulajdonosai, melyeket aztán idővel kiszorítottak a motorcsónakok. A településnek 1880-ban 126, 1910-ben 345 lakosa volt. Az első világháború után Olaszország, a második világháború után Jugoszlávia része lett. Az olasz uralom idején (1925) megépült az első nagyobb szálloda a "Hotel Trieste", melynek ma "Primorje" a neve. Különösen Észak-Olaszországból érkezett sok turista és megsokasodtak a kiadó szobák és magánházak is. Tíz évvel később felépült a "Hotel Dopolarovo", melyben ma a "Jadran" étterem működik. Kikötőjét a környező hegyekben bányászott bauxit berakodásához építették ki. A háború utáni első építkezések az isztriai szénbányászattal kapcsolatban kezdődtek, szállások épültek a bányászok elhelyezésére. A háború idején megszűnt turistaforgalom az 1960-as évek elején kapott újabb lendületet. 1961-ben megalapították a Rabaci Vendéglátóipari Vállalatot, mely a turista forgalmat volt hivatott fellendíteni. Rabac a "Biser Kvarnera" (Kvarner gyöngye) nevet érdemelte ki. 1961 és 1971 között felépültek a ma is látható szállodák (Mediteran, Marina, Lanterna, Apollo, Mimosa, Hedera, Narcis), a családi házak többsége is ebben az időben épült. 1978 és 1989 között több régebbi szállodát is korszerűsítettek. Felépült a Kosi és a Remac turistatelep, a Castor és Pollux szálloda, a Pluton apartmanház, az autóskemping, kiépítették a strandokat. Jugoszlávia felbomlása után 1991-ben a független Horvátország része lett. 2011-ben 1390 lakosa volt. Lakóinak fő megélhetési forrása a turizmusból származik. Ma a Rabacra látogató turisták száma eléri a napi 11 ezret. A vendégek egy szezonban több mint egymillió éjszakát töltenek itt.

## Lakosság
| Lakosság változása | Lakosság változása | Lakosság változása | Lakosság változása | Lakosság változása | Lakosság változása | Lakosság változása | Lakosság változása | Lakosság változása | Lakosság változása | Lakosság változása | Lakosság változása | Lakosság változása | Lakosság változása | Lakosság változása | Lakosság változása |
| ------------------ | ------------------ | ------------------ | ------------------ | ------------------ | ------------------ | ------------------ | ------------------ | ------------------ | ------------------ | ------------------ | ------------------ | ------------------ | ------------------ | ------------------ | ------------------ |
| 1857               | 1869               | 1880               | 1890               | 1900               | 1910               | 1921               | 1931               | 1948               | 1953               | 1961               | 1971               | 1981               | 1991               | 2001               | 2011               |
| 0                  | 0                  | 126                | 195                | 275                | 345                | 0                  | 0                  | 346                | 290                | 478                | 737                | 1046               | 1373               | 1472               | 1390               |

## Nevezetességei
Szent András apostol tiszteletére szentelt temploma a 15. században épült, Rabac legrégibb épülete. Egyhajós, téglalap alaprajzú épület. A főhomlokzat bejárati ajtaja csúcsívvel zárul, míg a déli falon egy másik, félköríves ajtó található. A sarkokat masszívabb kőtömbök erősítik, az egyiken a kőfaragó AR jelzése olvasható, a felette lévő kövön pedig kereszttel díszített címere látható. A kápolna síkmennyezetű. Az északi és a homlokzati falakba két ősi feliratos kőtöredéket építettek be. Kapuzata és ablakai gótikus stílusúak. Szent Andrást ábrázoló oltárképe 1893-ban készült.

## Galéria
- Rabac nyaralói felkúsznak a domboldalra
- Rabac kikötője
- Kikötői részlet
- Kikötői részlet
- Rabac látképe
- A strand részlete